# Filipa Moniz Perestrelo
 (décembre 2012).
Si vous disposez d'ouvrages ou d'articles de référence ou si vous connaissez des sites web de qualité traitant du thème abordé ici, merci de compléter l'article en donnant les références utiles à sa vérifiabilité et en les liant à la section « Notes et références ».
Filipa Moniz Perestrelo, née vers 1455 et morte entre 1480 et 1485, est la femme de Christophe Colomb et la mère de son premier fils Diego. Le navigateur aurait obtenu grâce à ce mariage les cartes marines et notes de son défunt beau-père Bartolomeu Perestrelo, et probablement aussi des contacts utiles dans le milieu de la noblesse maritime portugaise.

## Biographie
Filipa est la fille de Bartolomeu Perestrelo, fils d’un chevalier lombard entré au service de Jean Ier de Portugal, capitaine-gouverneur de Porto Santo jusqu’à sa mort en 1457. Sa mère, Isabel Moniz, est issue d’une famille noble possédant plusieurs branches ; celle dont elle descend n’est pas clairement identifiée.
Filipa aurait eu deux frères aînés : Bartolomeu qui racheta la charge de gouverneur de son père et Cristóvão, carme à Lisbonne et évêque sur la fin de sa vie, ainsi que deux sœurs cadettes, Violanta et Briolanja, mariée en premières noces à un marchand florentin. Son cousin Rafael Perestrelo, explorateur des Indes orientales, est l'un des premiers à avoir atteint Canton.
Selon la biographie de Ferrucio Lamborgini souvent accusée d’être romancée, Christophe Colomb aurait rencontré Filipa à la messe au couvent de Todos Santos de Lisbonne où elle résidait en tant que membre héréditaire de la branche portugaise de l’Ordre de Santiago. Le couple serait parti pour Porto Santo immédiatement et aurait habité un moment chez Isabel Moniz. Néanmoins, certains pensent qu’ils se sont connus à Madère : des documents des archives notariales de Gênes indiquent que Colomb avait été chargé par un grand commerçant génois d’y acheter du sucre en 1478-1479.
Ils se marient en 1479, mais aucun acte de mariage n’a été retrouvé. Colomb ne mentionne pas le nom de Filipa dans les documents qu’il a laissés, mais fait deux fois référence à sa femme, dont une dans son testament, demandant que des messes soient dites pour son âme.
On estime généralement que Filipa est morte peu après la naissance de son fils, bien que certains historiens la fassent vivre jusqu’en 1484-1485, juste avant le départ de Colomb pour l’Espagne.
Dans son testament, son fils Diego la dit enterrée dans la chapelle de la Piété du couvent des Carmes de Lisbonne, réservée aux Moniz.